# Lista de presidentes do Quirguistão
O Presidente da República Quirguiz é o chefe de Estado e o mais alto cargo público do Quirguistão. O presidente é eleito diretamente para um máximo de dois mandatos de cinco anos pelo eleitorado quirguiz. O cargo foi criado em 1990, substituindo o Primeiro Secretário do Comitê Central do Partido Comunista, cargo que existia desde 1936, quando o país era uma república soviética.
| Nº                                                                        | Nome                                                                      | Nome                                                                      | Eleito                                                                    | Início do mandato                                                         | Fim do mandato                                                            | Partido político                                                          | Fonte(s)                                                                  |
| República Socialista Soviética do Quirguistão                             | República Socialista Soviética do Quirguistão                             | República Socialista Soviética do Quirguistão                             | República Socialista Soviética do Quirguistão                             | República Socialista Soviética do Quirguistão                             | República Socialista Soviética do Quirguistão                             | República Socialista Soviética do Quirguistão                             | República Socialista Soviética do Quirguistão                             |
| Primeiro Secretário do Comitê Central do Partido Comunista do Quirguistão | Primeiro Secretário do Comitê Central do Partido Comunista do Quirguistão | Primeiro Secretário do Comitê Central do Partido Comunista do Quirguistão | Primeiro Secretário do Comitê Central do Partido Comunista do Quirguistão | Primeiro Secretário do Comitê Central do Partido Comunista do Quirguistão | Primeiro Secretário do Comitê Central do Partido Comunista do Quirguistão | Primeiro Secretário do Comitê Central do Partido Comunista do Quirguistão | Primeiro Secretário do Comitê Central do Partido Comunista do Quirguistão |
| ------------------------------------------------------------------------- | ------------------------------------------------------------------------- | ------------------------------------------------------------------------- | ------------------------------------------------------------------------- | ------------------------------------------------------------------------- | ------------------------------------------------------------------------- | ------------------------------------------------------------------------- | ------------------------------------------------------------------------- |
| 1º                                                                        | Imanaly Aydarbekov                                                        |                                                                           | ―                                                                         | 13 de novembro de 1917                                                    | 15 de maio de 1926                                                        | Partido Comunista da União Soviética                                      |                                                                           |
| 2º                                                                        | Yusup Abdrakhmanov                                                        |                                                                           | ―                                                                         | 15 de maio de 1926                                                        | 2 de julho de 1926                                                        | Partido Comunista da União Soviética                                      |                                                                           |
| 3º                                                                        | Maksim Ammosov                                                            |                                                                           | ―                                                                         | 2 de julho de 1926                                                        | 11 de julho de 1938                                                       | Partido Comunista da União Soviética                                      |                                                                           |
| 4º                                                                        | Iskhak Razzakov                                                           |                                                                           | ―                                                                         | 11 de julho de 1938                                                       | 10 de agosto de 1961                                                      | Partido Comunista da União Soviética                                      |                                                                           |
| 5º                                                                        | Turdakun Usubaliyev                                                       |                                                                           | ―                                                                         | 10 de agosto de 1961                                                      | 30 de outubro de 1985                                                     | Partido Comunista da União Soviética                                      |                                                                           |
| 6º                                                                        | Absamat Masaliyev                                                         |                                                                           | ―                                                                         | 30 de outubro de 1985                                                     | 2 de junho de 1989                                                        | Partido Comunista da União Soviética                                      |                                                                           |
| 7º                                                                        | Jumgalbek Amanbayev                                                       |                                                                           | ―                                                                         | 2 de junho de 1989                                                        | 27 de outubro de 1990                                                     | Partido Comunista da União Soviética                                      |                                                                           |
| República Quirguiz                                                        |                                                                           |                                                                           |                                                                           |                                                                           |                                                                           |                                                                           |                                                                           |
| Presidente da República                                                   |                                                                           |                                                                           |                                                                           |                                                                           |                                                                           |                                                                           |                                                                           |
| 1º                                                                        | Askar Akayev                                                              |                                                                           | 1990                                                                      | 27 de outubro de 1990                                                     | 24 de março de 2005                                                       | Partido Comunista da União Soviética                                      |                                                                           |
| 1º                                                                        | Askar Akayev                                                              | 1991                                                                      | Independente                                                              | 27 de outubro de 1990                                                     | 24 de março de 2005                                                       |                                                                           |                                                                           |
| 1º                                                                        | Askar Akayev                                                              | 1995                                                                      | Independente                                                              | 27 de outubro de 1990                                                     | 24 de março de 2005                                                       |                                                                           |                                                                           |
| 1º                                                                        | Askar Akayev                                                              | 2000                                                                      | Independente                                                              | 27 de outubro de 1990                                                     | 24 de março de 2005                                                       |                                                                           |                                                                           |
| —                                                                         | Ishenbai Kadyrbekov (Interino)                                            |                                                                           | 24 de março de 2005                                                       | 25 de março de 2005                                                       | Independente                                                              |                                                                           |                                                                           |
| 2º                                                                        | Kurmanbek Bakiyev                                                         |                                                                           | 25 de março de 2005                                                       | 7 de abril de 2010                                                        | Independente                                                              |                                                                           |                                                                           |
| 2º                                                                        | Kurmanbek Bakiyev                                                         | 2005                                                                      | 25 de março de 2005                                                       | 7 de abril de 2010                                                        | Movimento Popular do Quirguistão                                          |                                                                           |                                                                           |
| 2º                                                                        | Kurmanbek Bakiyev                                                         | 2005                                                                      | 25 de março de 2005                                                       | 7 de abril de 2010                                                        | Ak Jol                                                                    |                                                                           |                                                                           |
| 2º                                                                        | Kurmanbek Bakiyev                                                         | 2009                                                                      | 25 de março de 2005                                                       | 7 de abril de 2010                                                        |                                                                           |                                                                           |                                                                           |
| 3º                                                                        | Roza Otunbayeva                                                           |                                                                           | 7 de abril de 2010                                                        | 1 de dezembro de 2011                                                     | Partido Social Democrático do Quirguistão                                 |                                                                           |                                                                           |
| 4º                                                                        | Almazbek Atambaiev                                                        |                                                                           | 2011                                                                      | 1 de dezembro de 2011                                                     | 24 de novembro de 2017                                                    | Partido Social Democrático do Quirguistão                                 | [ 1 ]                                                                     |
| 5º                                                                        | Sooronbay Jeenbekov                                                       |                                                                           | 2017                                                                      | 24 de novembro de 2017                                                    | 15 de outubro de 2020                                                     | Partido Social Democrático do Quirguistão                                 | [ 2 ] [ 3 ]                                                               |
| —                                                                         | Sadyr Japarov (Interino)                                                  |                                                                           | 2017                                                                      | 15 de outubro de 2020                                                     | 14 de novembro de 2020                                                    | Mekenchil                                                                 |                                                                           |
| —                                                                         | Talant Mamytov (Interino)                                                 |                                                                           | 2017                                                                      | 14 de novembro de 2020                                                    | 28 de janeiro de 2021                                                     | Respublika                                                                |                                                                           |
| 6º                                                                        | Sadyr Japarov                                                             |                                                                           | 2021                                                                      | 28 de janeiro de 2021                                                     | presente                                                                  | Mekenchil                                                                 |                                                                           |